# 司馬達等
司馬達等（日语：司馬 達等，?—?）。氏姓鞍部村主，飛鳥时代人物，他儿子鞍作多須奈，孙儿鞍作止利。

## 由来
日本書紀雄略天皇紀说他来自鞍部堅贵一族。一说他是南梁渡來人。

## 經历
日本的佛教被认为钦明天皇时传播，但扶桑略記有另一说法，继体天皇十六年渡来人司马达等在大和国高市郡結草籚礼佛，当地人称为唐国神。
达等的女儿善信尼与另外两苏我氏女侍出家，成为日本最早的女尼。在苏我马子幫助下信教，但受排佛派物部守屋逼迫。